# James Graham, I duca di Montrose
James Graham, I duca di Montrose (aprile 1682 – 7 gennaio 1742), è stato un politico scozzese.

## Biografia
Era l'unico figlio di James Graham, III marchese di Montrose e di sua moglie Lady Christian Leslie.

## Carriera
Divenne duca di Montrose nel 1707, come ricompensa per il suo sostegno nell'Atto di Unione, pur essendo Lord presidente del Consiglio Privy scozzese. Era Lord High Admiral di Scozia (1705-1706). Era Custode del Sigillo Privato di Scozia /1709-1713) e servì come Custode del Sigillo della Corona di Scozia (1716-1733). Fu anche un Lord della Reggenza per la Gran Bretagna nel 1714, alla morte della regina Anna. Dal 24 settembre 1714 all'agosto 1715 fu Segretario di Stato per la Scozia.
Nel 1719 è stato uno dei principali sottoscrittori della Royal Academy of Music (1719).
Per gran parte della sua vita è stato Rettore dell'Università di Glasgow.

## Matrimonio
Il 31 marzo 1702 sposa Christina Carnegie, figlia di David Carnegie, III conte di Northesk. Ebbero un figlio:
- William (1712-1790).